# Генитално сакаћење жена
Генитално сакаћење жена је назив за све процедуре које укључују делимично или потпуно уклањање екстерних женских гениталија или било какво сакаћење женских полних органа из традиционалних, верских или других разлога. 
Ритуално обрезивање жена је проблем у многим деловима света, а последице таквог чина су доживотне. Иако је законом забрањено, та традиција се у неким државама и даље наставља. 
Овај чин се изводи помоћу бритвице и боце етанола, девојчици се стави повез на очи док је неко држи притиснуту на поду, на комаду пластике. Након што је три пута разрежу на рану излију алкохол. 
Обрезивање се иначе изводи на млађим девојчицама, јер се сматра да ће се на тај начин спречити промискуитет и одржати част породице. 
Постоје три врсте обрезивања: потпуно или делимично уклањање клиториса, потпуно или делимично уклањање клиториса и малих стидних усана и последње, сужавање вагиналног отвора. Трећа врста је и најекстремнија, клиторис и стидне усне се одрежу било којим оштрим предметом - стаклом, ножем, маказама или бритвицом. Крајеви усана се тад зашију једно за друго, те кроз минијатурну рупицу жене уринирају, а после и крваре током менструације. Због свега тога, девојчице и жене често пате од болова и инфекција.

## Законом забрањено, али је традиција..
Ова врста сакаћења жена је забрањена у модерном свету, па и у многим деловима Африке, међутим пракса се наставља из страха породице да ће их прогнати, ако своје кћерке не изложе овом свечаном ритуалу.

## Порекло ритуала
Честа је заблуда да исламска вера тражи сакаћење женских гениталија, међутим овај ритуал је старији и од ислама, хришћанства и јудаизма, те сеже у доба египатских фараона са идејом да се контролише женска сексуалност. У афричким државама се тај ритуал спроводи готово фанатично доследно. Веровали су да уколико обрежу ћерку, она ће одрасти у добру жену која неће осрамотити породицу. У супротном, биће промискуитетна и никада неће бити задовољена са само једним мушкарцем.

### Необрезане жене су "нечисте"
Према подацима Светске здравствене организације (WHO) преко 150 милиона жена је подвргнуто гениталном сакаћењу, које се примењује највећим делом у Африци, Блиском истоку и у неким деловима Азије. Многим жртвама није било више од 4 године кад су подвргнуте овом чину. Иако је у многим земљама забрањено, наставља да се примењује и данас. Објашњење је да се жене у погођеним деловима света сматрају "нечистима" и не сматрају се пуноправним члановима света одраслих.

### Клиника у Берлину који се брине о жртвама обрезивања
Клиника је јединствена због свог концепта  свеобухватног третмана. Поред хирурга, који се брину да реконструишу обрезане делове, о пацијенткињама се брину и психолози, који су фокусирани на психолошко зацељење жртава. Сам хируршки захват спада у најсложеније у подручју пластичне и реконструктивне хирургије. Овај специфичан захват је развио лекар Dan mon O'Dey нигеријско-немачког порекла, који је уверен да операција враћа женама део нормалности у живот, иако је немогуће потпуно избрисати искуство традиционалног сакаћења.